# Sungir

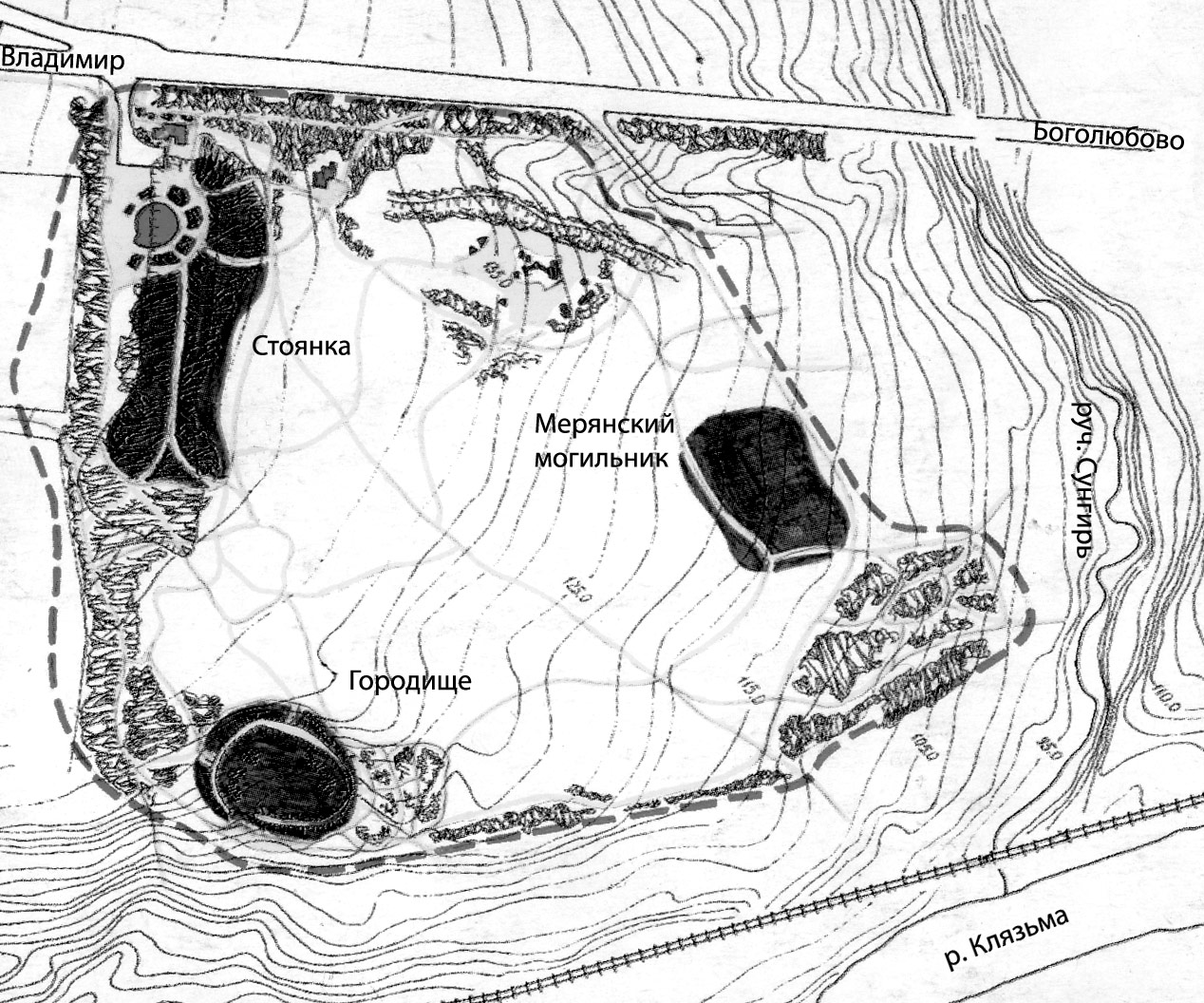
Plan des Fundplatzes

Sungir (russ. Сунгирь, wissenschaftliche Transkription Sungir'; englisch phonetische Umschrift Sunghir) ist ein archäologischer Fundplatz am nordöstlichen Stadtrand von Wladimir (Russland) (190 km ostnordöstlich von Moskau). Bekannt wurde Sungir vor allem durch drei besonders reich ausgestattete Gräber, die mit einer Datierung auf etwa 30'000 v. Chr. in das Gravettien (frühes Jungpaläolithikum) fallen.

## Lage
Die Fundstelle liegt auf einem Hügel an der Mündung des Baches (руч.(ей), s. Abbildung) Sungir in die Kljasma und lag unter mehreren Metern Löß begraben.

## Ausgrabungen
In den Jahren 1957 bis 1977 fanden nach der Entdeckung durch Sergei Astachow systematische Ausgrabungen statt. 1964 und 1969 leiteten O. Nikolai Bader, V. I. Gromov und V. N. Sukachev die Grabungen, sie entdeckten Skelett 1 und 2 sowie schlecht erhaltene Bestattungen in der Kulturschicht.
Zu den bemerkenswerten Grabbeigaben gehörte unter anderem auch ein von Otto Bader ausgegrabener, relativ massiver Oberschenkelknochen mit abgeschlagenen Gelenken, der möglicherweise von einem Neandertaler stammt. Die Markhöhle dieses Knochens war mit Ockerpulver gefüllt.
Unter den Resten von insgesamt acht Cro-Magnon-Menschen treten drei Gräber mit für diese Zeit einzigartigen Grabbeigaben hervor:

### Grab 1

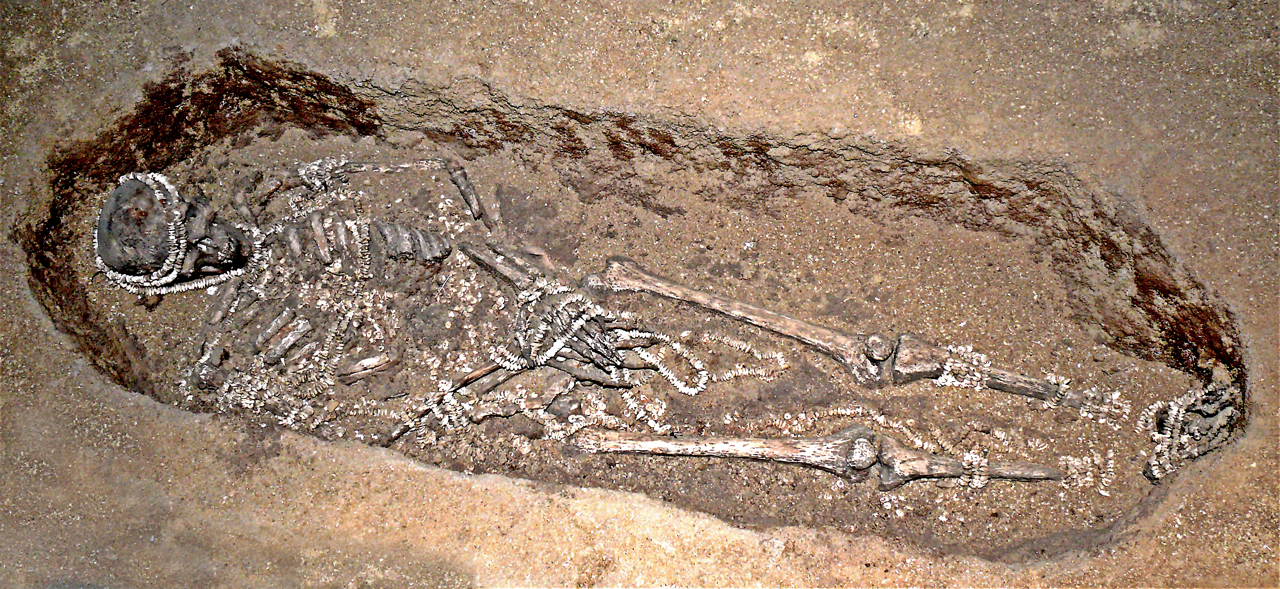
Nachbildung von Grab 1 im Parque de la prehistoria in Teverga

Grab eines 30–45-jährigen Mannes (Sungir 1), das 1955 entdeckt wurde. Er lag ausgestreckt auf dem Rücken, der Kopf wies nach Nordwest. Das Grab war mit Ocker bestreut, besonders um Kopf und Schultern. Zu den Beigaben gehören Armreifen aus Elfenbein und ca. 3000 Elfenbeinperlen, die wohl auf die Kleidung genäht waren. Er verstarb an einer Halsverletzung.

### Grab 2
Grab 2 enthielt die Doppelbestattung zweier Jugendlicher. Sungir 2 ist ein 11-13 Jahre alter Junge, Sungir 3 ein 9-11 Jahre altes Mädchen. Sie waren mit sehr aufwendigem Schmuck und Lanzen aus Mammut-Elfenbein bestattet. Aus der Anordnung der Elfenbeinperlen konnten Rückschlüsse auf die Art der Bekleidung gezogen werden. So trugen beide Jugendliche bei der Grablegung Kopfbedeckungen.

## Radiokohlenstoff-Datierungen und Zuordnung
Die Bestattungen liegen kalibriert zwischen 32'050 und 28'550 v.Chr, die Datierungen der Tierreste zwischen 32'030 und 29'178 v. Chr. Da die Pollenfunde auf eine relativ warme Phase deuten, bleibt nach Trinkaus und Kollegen (2015) nur das Interstadial GI-5 zwischen dem 305. und 301. Jh. v. Chr. GICC05-Skala als wahrscheinlichste Zeit.
Die Gräber von Sungir gehören damit zu den nördlichsten Fossilfunden des Cro-Magnon-Menschen während der letzten Eiszeit.